# 반그리스화

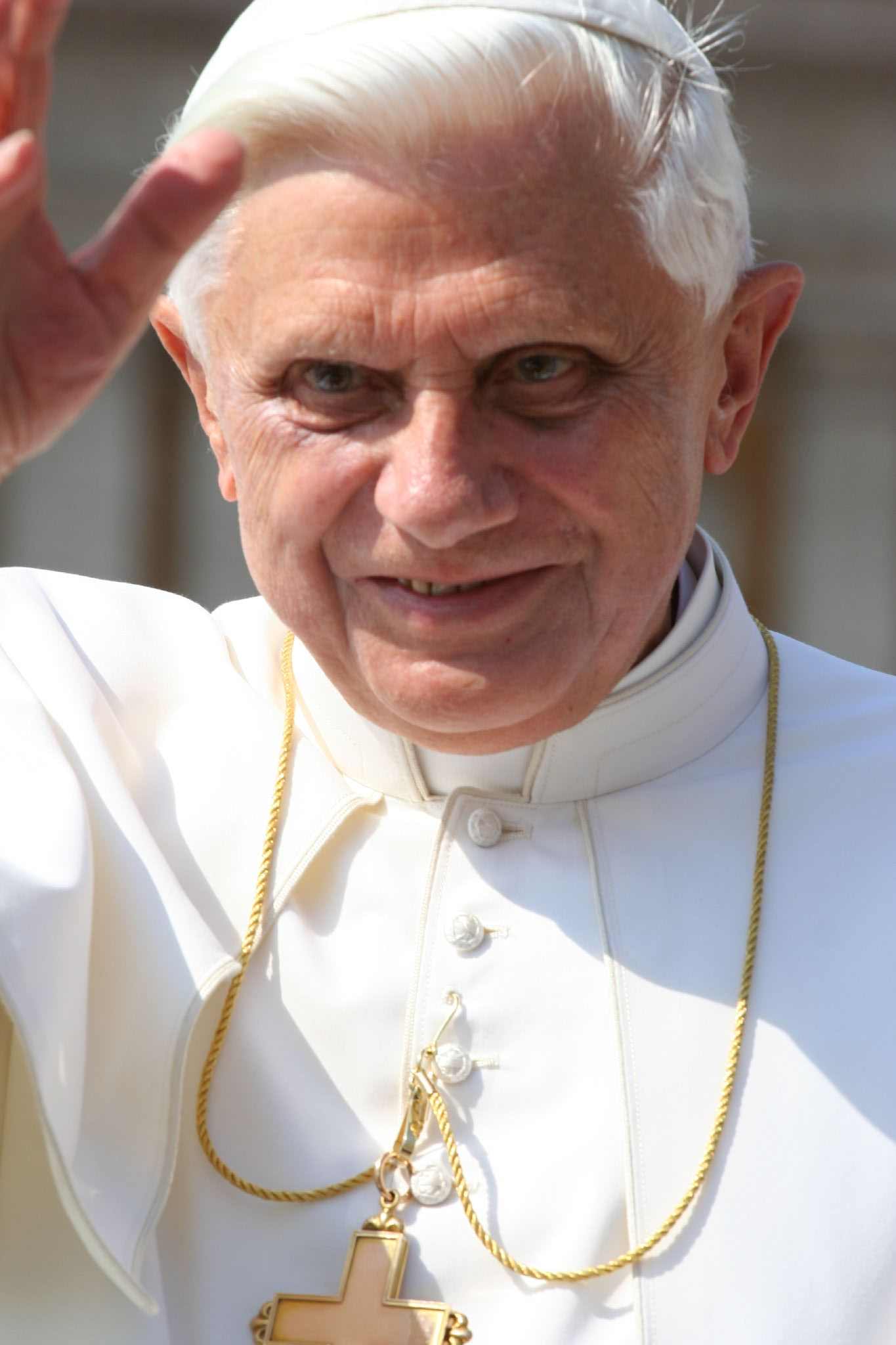
교황 베네딕토 XVI

반그리스화는 일반적으로 종교 또는 신앙 기반 제도에서 나타나는, 그리스주의 시대와 특히 이성의 사용에 따른 그리스 철학에 대한 환멸이다. 엄밀히 말하면, 이는 그리스화: 그리스 문화와 철학의 확산의 파멸을 의미한다. 이는 교황 베네딕토 16세의, 그리스 철학 사상에서 기독교를 분리하려는 최근의 학자들의 시도를 지적한, "믿음, 이성, 그리고 대학: 추억과 반사"라는 제목의 연설에서 만들어졌다. 이는 이후 로버트 R. 라일리에 의해 무엇이 저자가 "이슬람을 이성과 합리성에서 분리된 종교"로 생각하게 했는 지 설명하는 그의 책, 무슬림 정신의 폐쇄: 어떻게 지적 자살은 현대 이슬람 위기를 만드는가에서 사용되어 왔다. 하지만 이는 널리 분쟁되는 주제이다.

## 원천
- Reilly, Robert: The Closing of the Muslim Mind: How Intellectual Suicide Created the Modern Islamic Crisis. Wilmington, DE: Intercollegiate Studies Institute, 2010. p.
- Ancient Greece History. History of Greece: Hellenistic. http://www.ancient-greece.org/history/helleninstic.html, accessed April 10, 2013.
- Pope Benedict XVI. “Faith, Reason, and the University: Memories and Reflections,” Lecture of the Holy Father at Aula Magna of the University of Regensburg, September 2006.
- Qutb, Sayyid. Milestones.
- Malik, Brigadier S.K. Quranic Concept of War.